# 金光善
金光善（韓語：김광선，1964年6月8日—），韩国男子拳击运动员。他曾代表韩国参加1984年和1988年夏季奥林匹克运动会拳击比赛，其中1988年奥运会获得一枚金牌。他于1990年成为职业选手。